# Parque de la Memoria Cubana
El parque de la Memoria Cubana (en inglés: Cuban Memorial Boulevard Park) es una plaza y parque lineal público situado en el barrio de la Pequeña Habana en la ciudad de Miami en la Florida (Estados Unidos). El parque mide 1,64 kilómetros en longitud y contiene numerosas esculturas, estatuas y monumentos que conmemoran a la comunidad cubana de Miami, eventos históricos como la invasión de bahía de Cochinos de 1961 e ilustres cubanos como el poeta José Martí.
El parque está orientado en dirección norte-sur empezando en la Calle Ocho en la Pequeña Habana al norte hasta la calle Coral Way al sur. A unos metros de su término sur se encuentra el Museo de la Diáspora Cubana. 

## Monumentos y esculturas

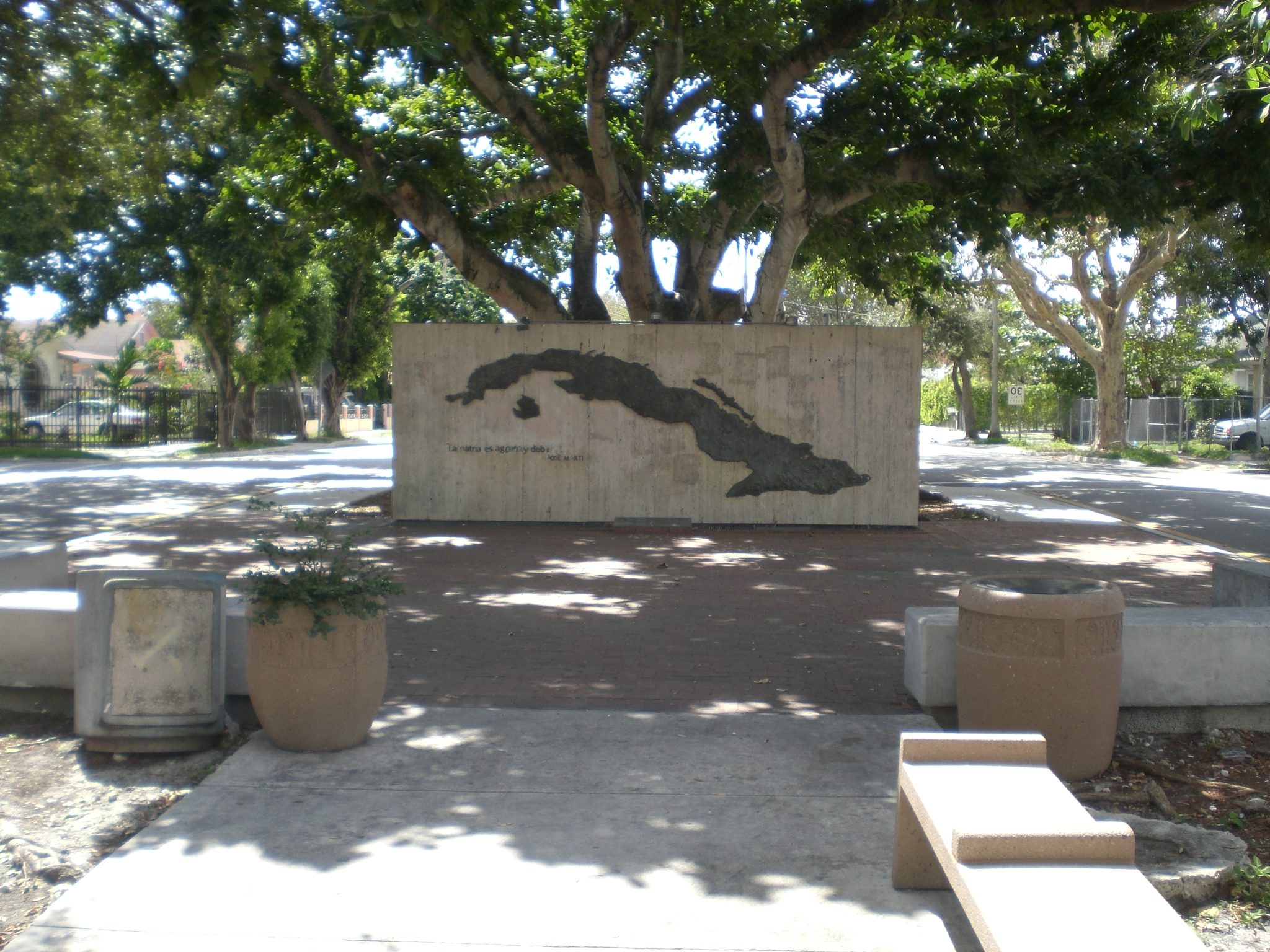
Mural con el plano de Cuba.

El parque lineal tiene numerosas esculturas, estatuas y monumentos importantes para la comunidad cubana de Miami.

### Primera manzana (Calle Ocho)
- Monumento a la invasión de bahía de Cochinos, pilar de mármol negro que conmemora la invasión de bahía de Cochinos de 1961. Sobre la columna hay una llama eterna. En el mármol está grabado el texto: «Cuba. A los mártires de la brigada de asalto. 17 de abril de 1961.» El pilar está rodeado por seis balas. El monumento fue inaugurado el 17 de abril de 1971.[3]
- Busto de Manolo Fernández, obra del escultor Tony López que data del 8 de febrero del 2001.
- Estatua de Néstor A. Izquierdo, veterano de la brigada 2506 del ejército estadounidense. Falleció en 1979 en combate contra los sandinistas. La estatua es obra del escultor Tony López y data del 2001.
- Estatua de la Virgen María

### Segunda manzana (SW 10th St)
- Mural del plano de Cuba, mural con el plano de Cuba y una placa conmemorativa al poeta cubano José Martí.
- Busto de José Marti, busto del poeta José Martí con un mural con el escudo de Cuba.

### Tercera manzana (SW 11th St)
- Plaza de los Periodistas Cubanos, dos murales de mármol negro con un busto sobre uno de los murales y la bandera de Cuba grabada en otro mural.
- Monumento del Presidio Político Histórico Cubano, escultura de mármol con dos brazos agarrando una llama dorada. El monumento está ubicado enfrente del Presidio Político Histórico Cubano, una organización activista.

### Decimoquinta manzana (SW 21st St)
- Obelisco dorado, monumento a la comunidad cubana.

## Galería

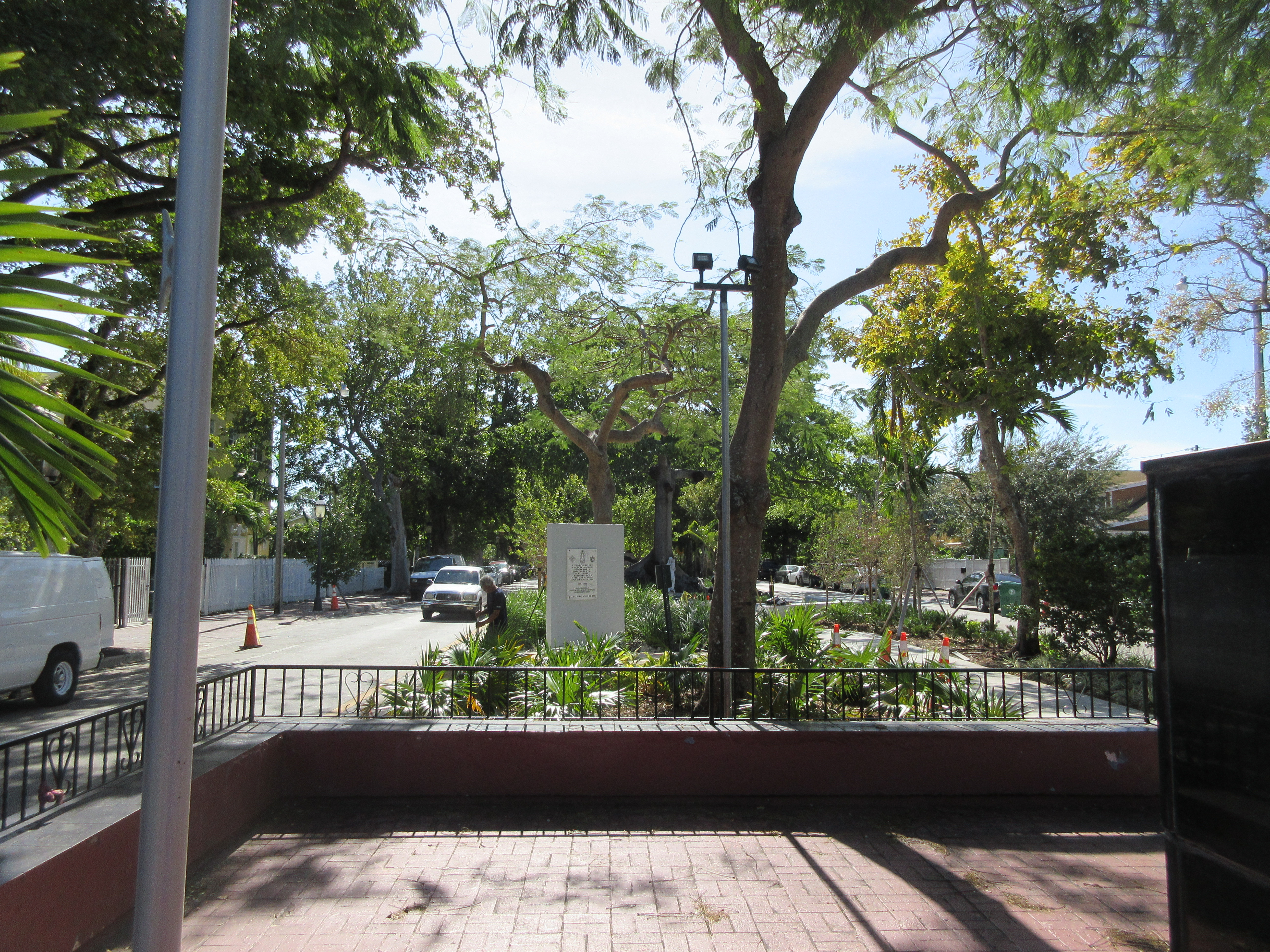
Vista del parque.
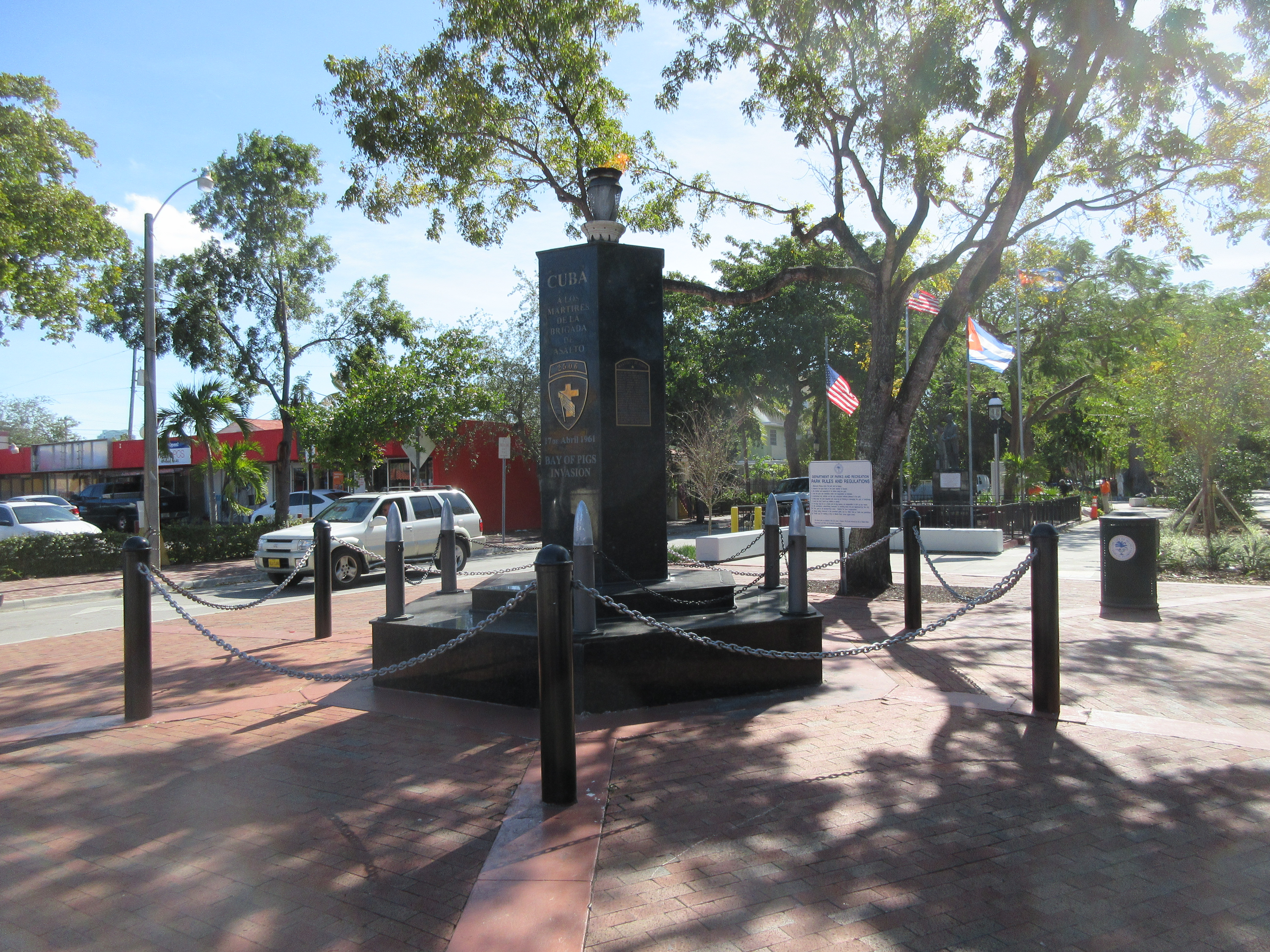
Monumento a la invasión de bahía de Cochinos, inaugurado en 1971.
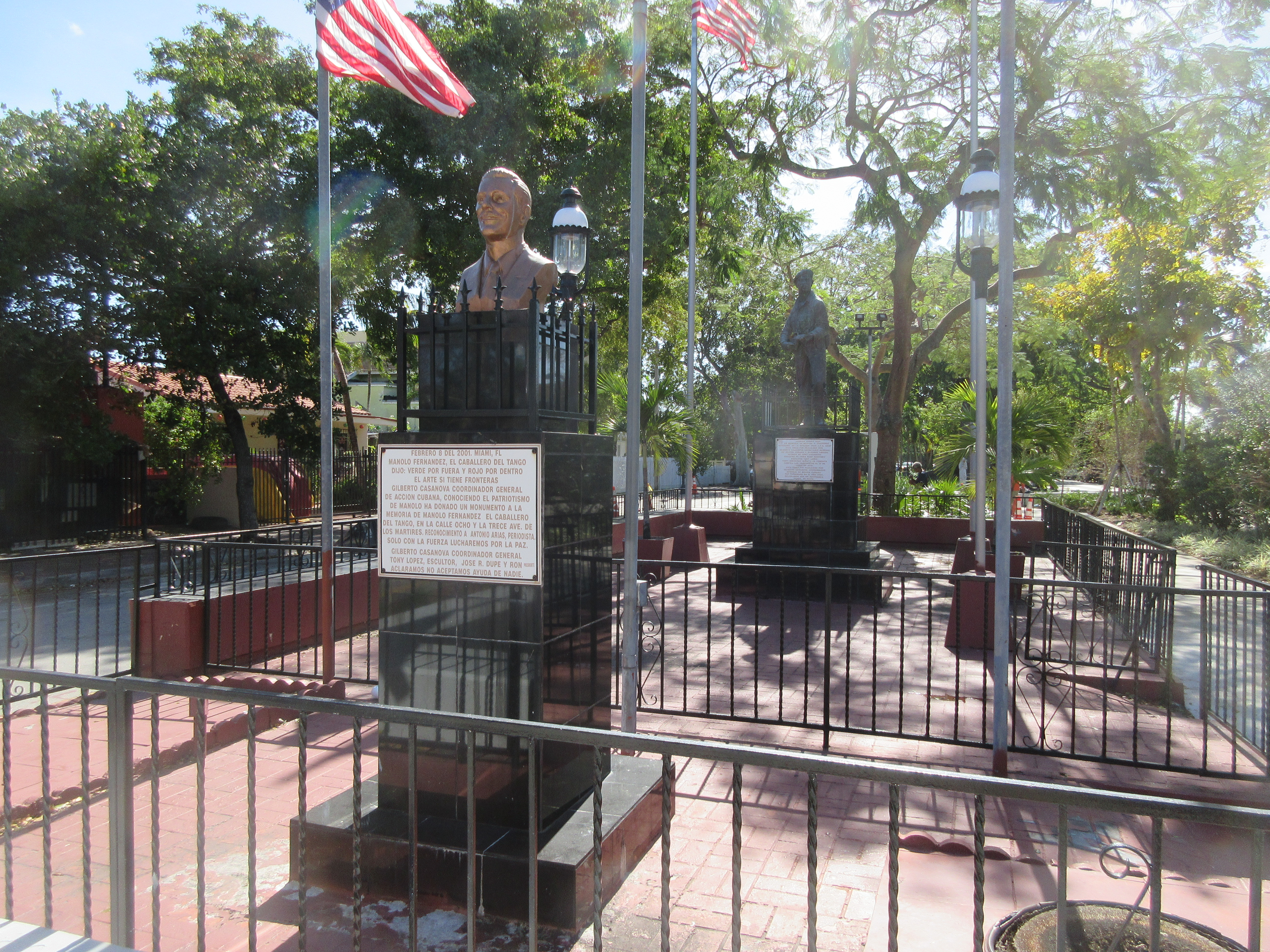
Busto de Manolo Fernández.
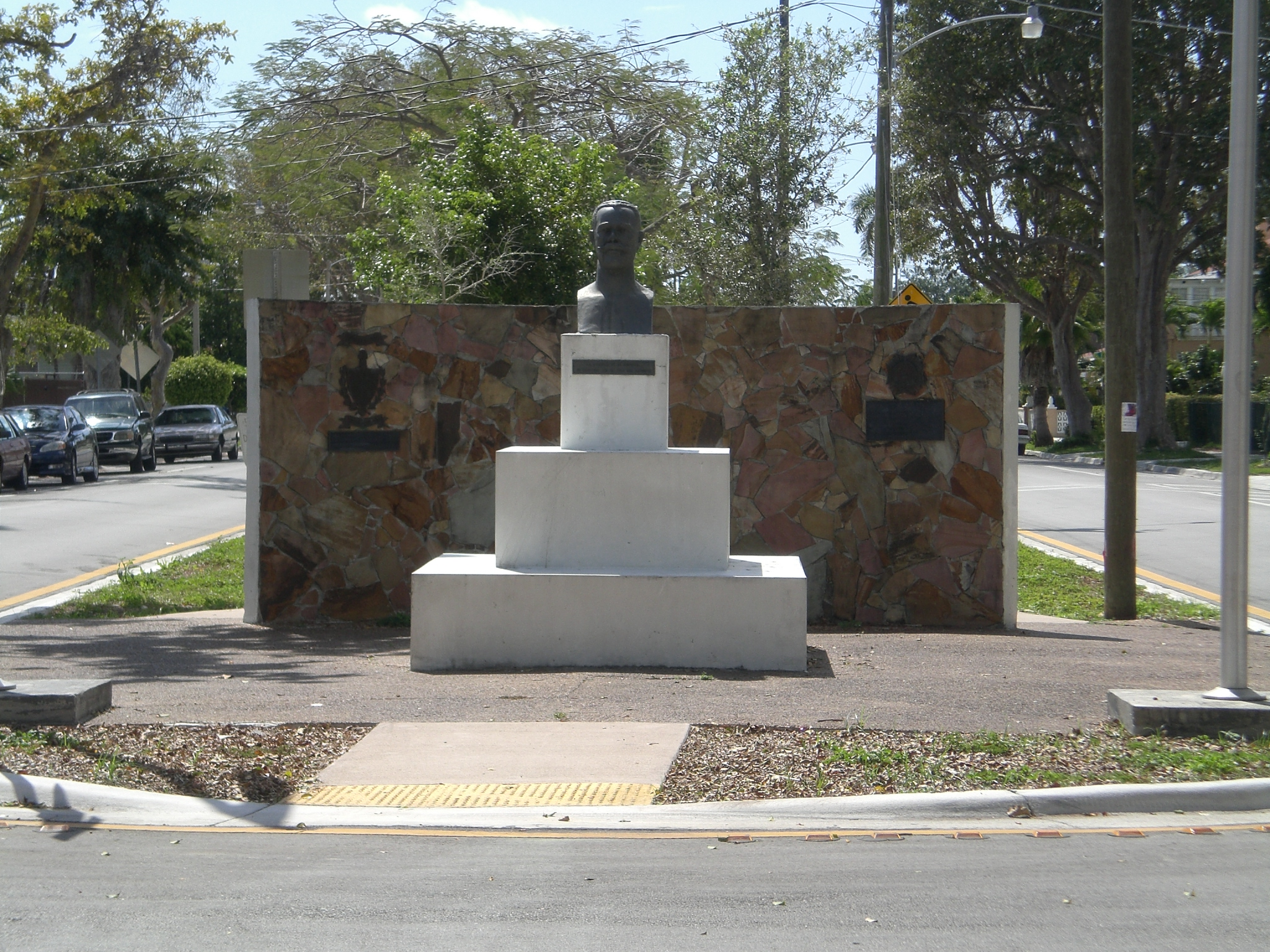
Busto del poeta cubano José Martí.
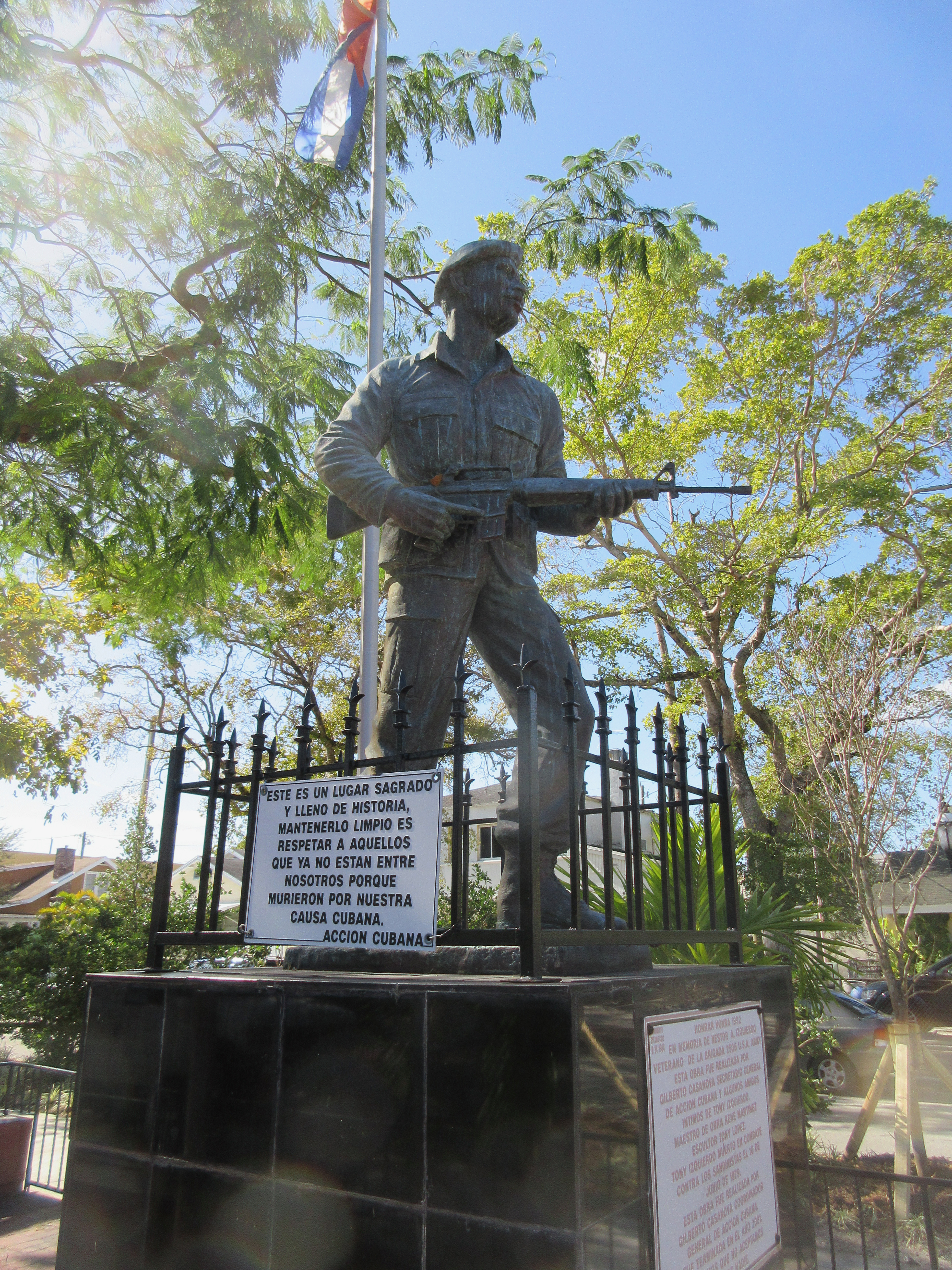
Estatua de Néstor A. Izquierdo, veterano de la brigada 2506 del ejército estadounidense.